# La Ortigosa
La Ortigosa ist ein Weiler in der Parroquia Pola de Laviana der Gemeinde Laviana in der autonomen Gemeinschaft Asturien in Spanien.

## Geographie
La Ortigosa ist ein Weiler mit drei Einwohnern (2007). Es liegt auf 501 m über dem Meeresspiegel.
La Ortigosa ist drei Kilometer von Pola de Laviana, dem Hauptort der Gemeinde Laviana entfernt.

## Wirtschaft
Der Weiler besteht aus landwirtschaftlichen Betrieben, und einer Gastwirtschaft, in der auch Ferienwohnungen angeboten werden.

Land- und Forstwirtschaft sowie der Abbau von Kohle und Eisen haben die Region seit Jahrhunderten geprägt.

## Klima
Angenehm milde Sommer mit ebenfalls milden, selten strengen Wintern. In den Hochlagen können die Winter durchaus streng werden.